# 田中治彦
田中 治彦（たなか はるひこ、本名同じ、1946年〈昭和21年〉8月15日 - ）は、日本の彫刻家、ジュエリーアーティスト。

## 人物歴
東京府東京市日本橋区室町（現：東京都中央区日本橋室町）出身の父と東京府東京市下谷区金杉（現：東京都台東区下谷）出身の母の子として疎開先の東京都世田谷区松原町で生まれた。
戦争による財産喪失の影響が続き成人までの生活費と学費意外に親からの援助は無かった。最終校は東京都世田谷区三軒茶屋にあった日本大学農獣医学部（この学部は1995年12月に日本大学生物資源科学部等に改組されて今はない）。
東京育ちの後、1986年（昭和61年）東京都港区六本木三丁目から山梨県北巨摩郡高根町字念場原（現：山梨県北杜市高根町清里）に移住した。家は代々浄土真宗大谷派で、信仰は仏教。菩提寺は東京都台東区寿にある善照寺。

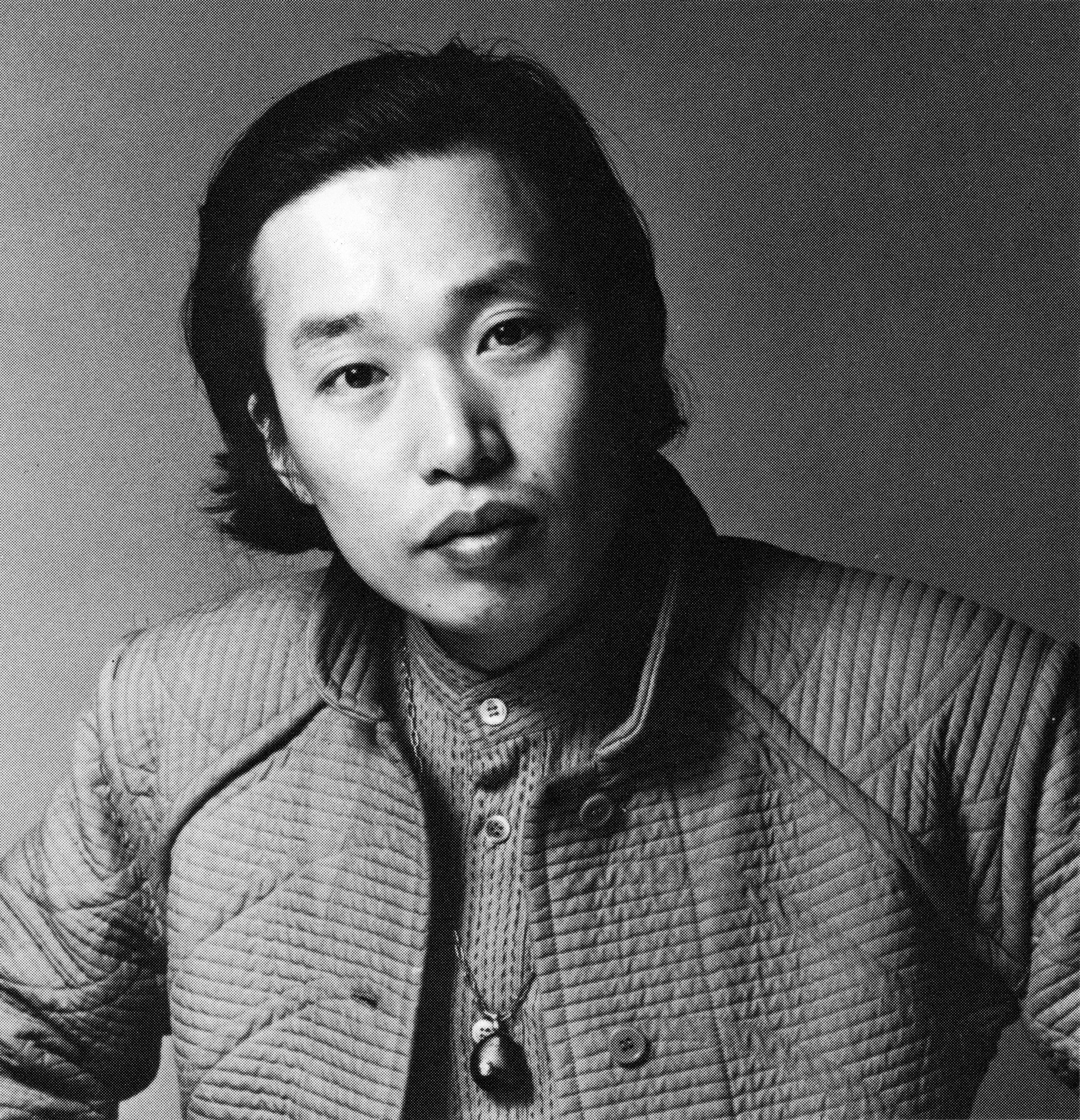
N.Y.展パンフレット使用写真（30歳）

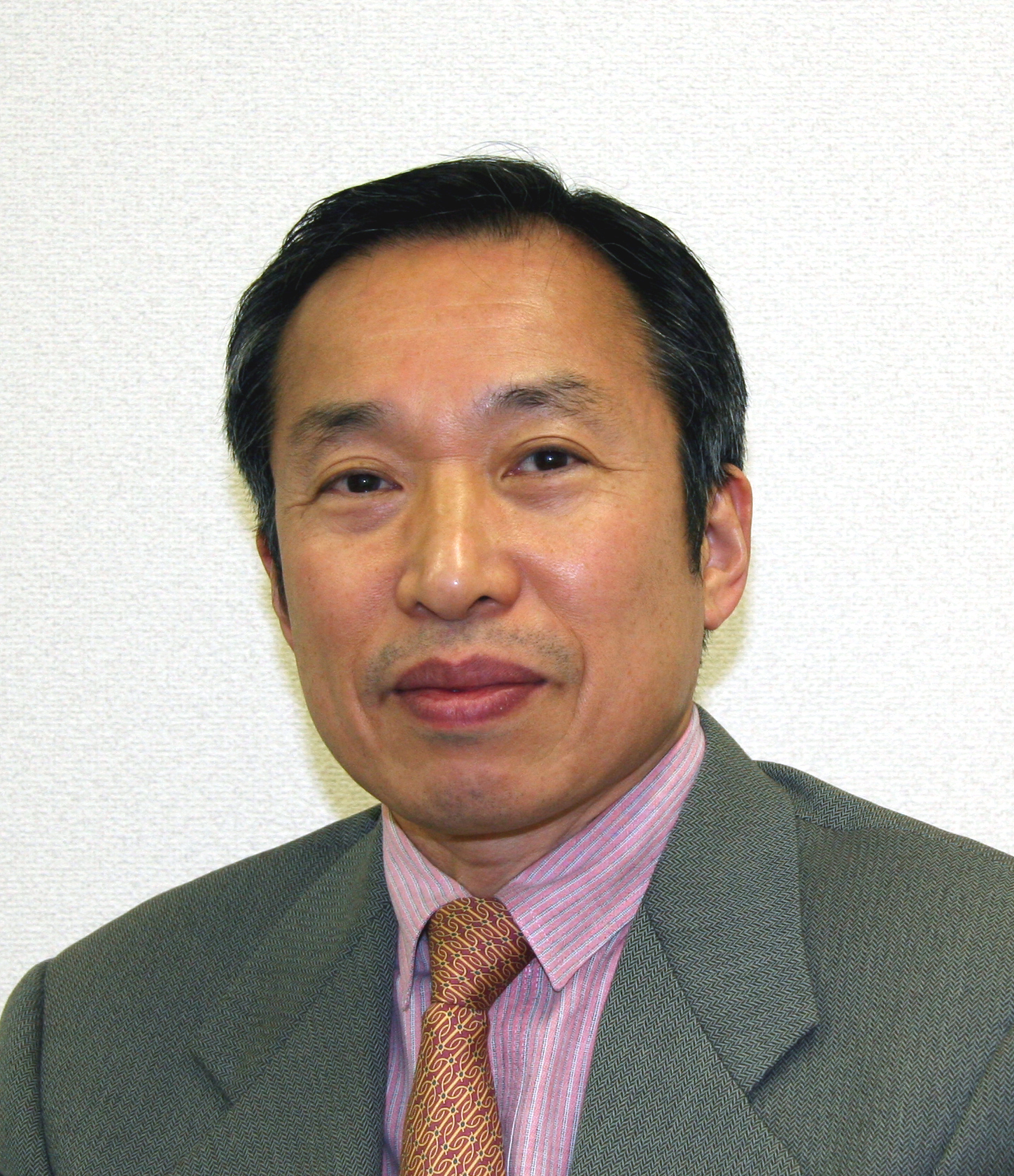
60歳を越えた顔

## 作風
学生時代に出かけたパリのギメ美術館で見た日本の勾玉の形と歴史に心を揺さぶられて物作りに入る。この影響のため彫刻からジュエリーに到るまでの作品全てが立体物である。
芸術・美術学校及び関連する教育を一切受けなかった芸術家で、自動車工場で金属加工をながめ、歯科医院で金細工を知り、また寺で内面を聴くなど独学で習得した技法と沢山の出会いから目覚めた感性により新しい分野の作品が次々と創造されている。木・貝・漆・宝石・鉄・貴金属・空き缶からパン等、異素材の組み合わせだがテーマは一貫して「こころを表す」。
田中が多くの人に語る言葉がある、「制作技術の頂点を極めることは素晴らしい。しかし私にとっての彫刻は、生きることへの問いかけ、心の叫びをいかに形にあらわすかだ。素材、技法はそのためにある。」
"人間の精神性"を基にした独創性作品の評価は海外でも多く1982年から1984年に掛けてイギリス大英博物館が作品3点を購入している。日本の皇族にも鑑賞や購入がある。
「芸術家が弟子あるいはスタッフに加筆させたらそれは贋作だ。」こう言ってアトリエには誰も入れないで一人で制作するため日数がかかり、作品数が極端に少なく美術商・ギャラリーに出回る事は殆どない。

## 制作状況と関連活動
- 1975年 - 東京都港区六本木3丁目にアトリエを開設した。
- 1980年当時、日本の公募展に応募したくても「作品のジャンルがない、前例が無い」と門前払いの状態であった。
- 1981年 - 国内にジャンルが無いならニューヨークで道を開こうと、フィフスアベニューにあるミキモトで初個展。
- 1981年 - ロンドン、チャーリングクロスギャラリー39で個展。
- 1982年 - 大英博物館が作品「ヤモリ」「初夢」『大英博物館リスト2012年8月27日14時(日本時間最新版取得)』の2点を購入。
- 1982年 - 東京の銀座和光ホールで個展。
- 1982年 - 東京アメリカンクラブで個展。
- 1984年 - 大英博物館が作品「海島」を購入。『田中治彦モダンアート美術館2012年8月27日14時(日本時間最新版取得)』
- 1985年 - 米国ハワイ州が漆箱を購入。

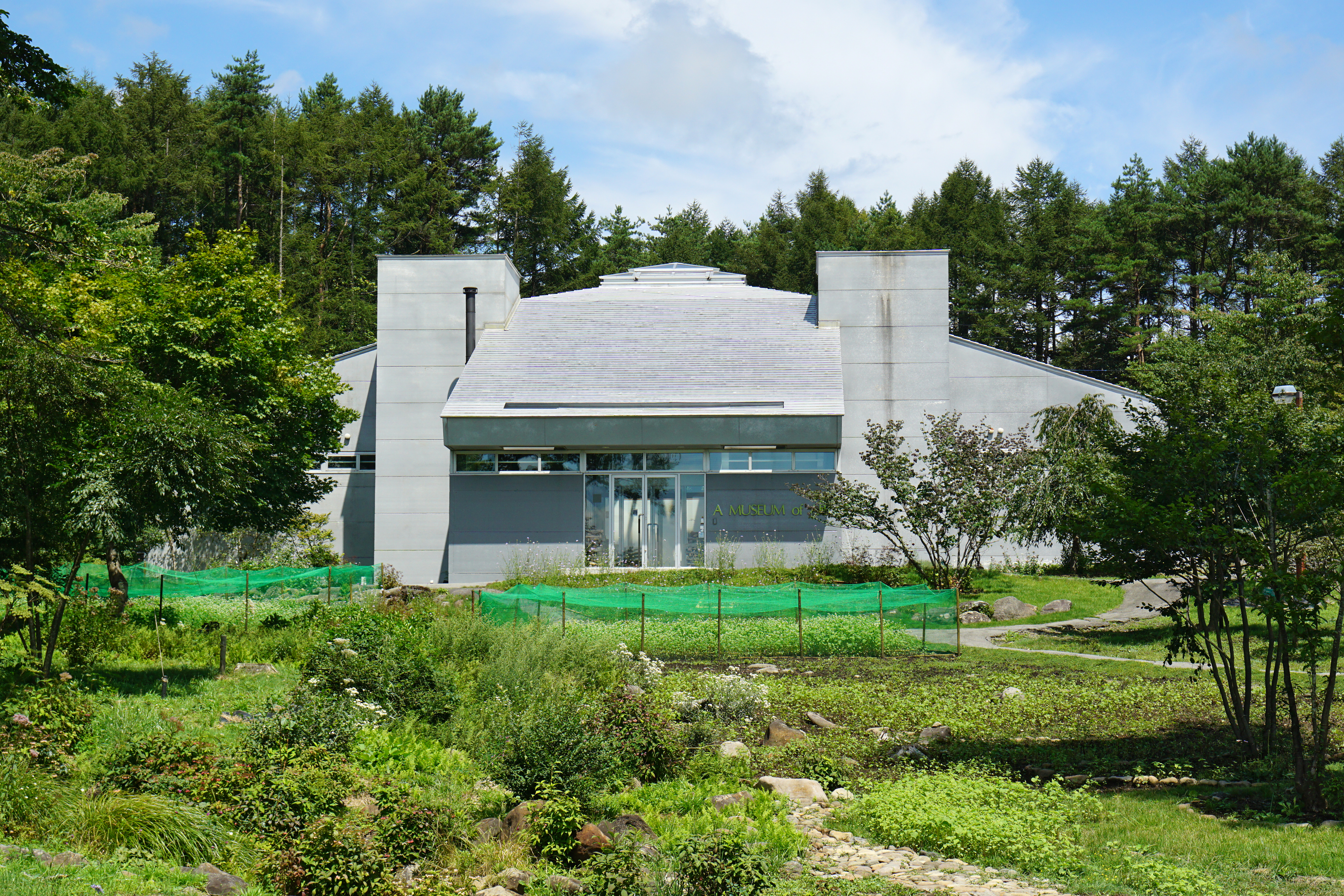
田中治彦モダンアート美術館 外観

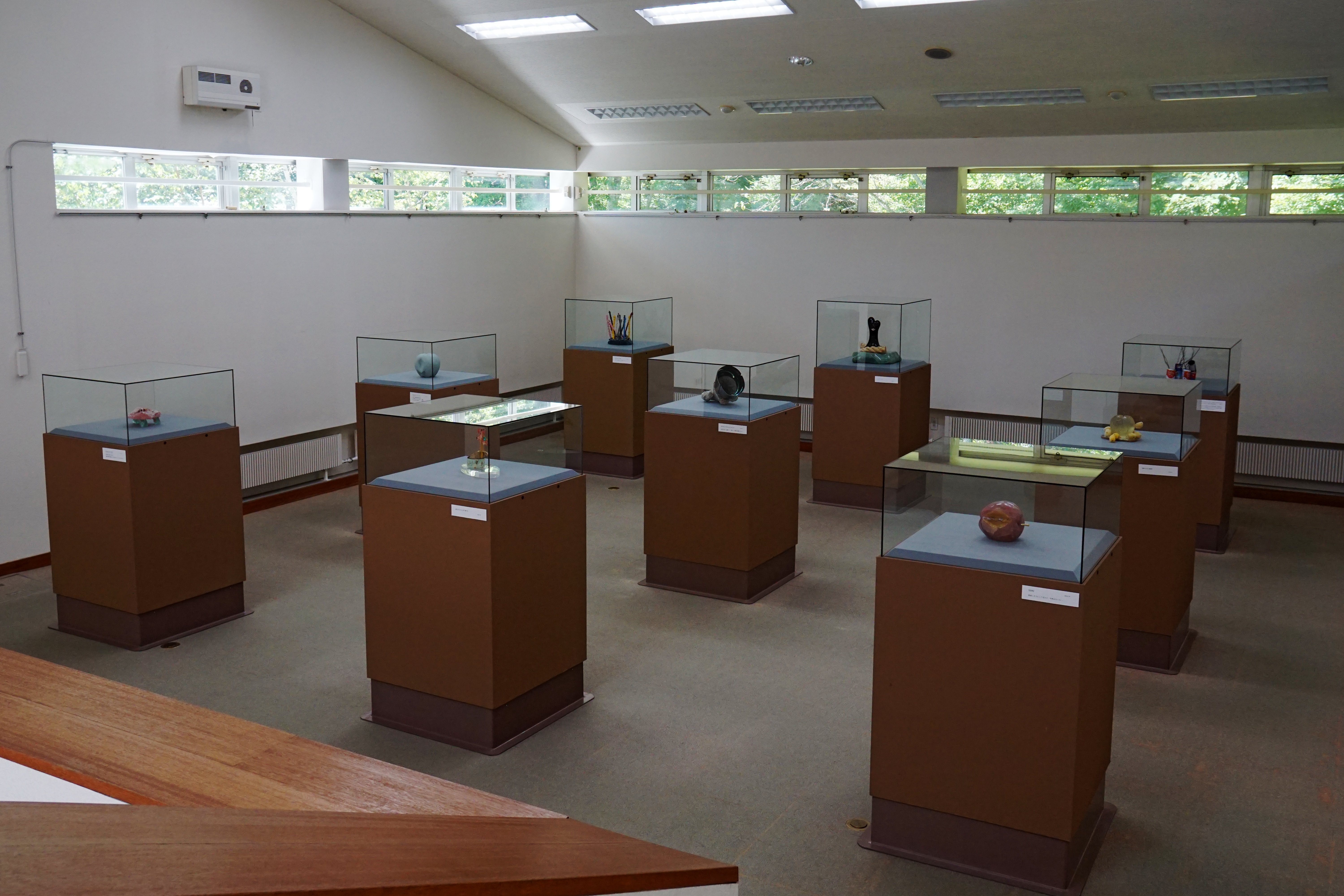
田中治彦モダンアート美術館 展示室

- 1987年 - 妻チカ子が夫治彦の作品展示の為の美術館「A MUSEUM of ART」（ア ミュージアム オブ アート）を設立した。（現在は内容そのままで「田中治彦モダンアート美術館」と名称が変更されている。） ここで田中作品の殆どを見る事が出来る。
- 1989年 - 渋谷区立松濤美術館長 村瀬雅夫著の本『野のアトリエ』(桃源家出版)に掲載。
- 1992年 - 高円宮憲仁親王著の本『創造のプロファイル』（流行通信社） ISBN 4-947551-81-X に掲載。
- 1994年 - 京都平安建都1200年に際し来るべき次への展覧会、「世紀を超えるクラフト展」に作品が招待展示。
- 1994年 - ロスアンゼルス、カウンティ美術館の「現代根付け彫刻展」に、18金縄で編んだ根付けとルビーを入り根付けの2点が招待展示。
- 2007年 - 社団法人日本ジュウリーデザイナー協会（現：公益社団法人日本ジュエリーデザイナー協会）の正会員になる。
- 2008年 - 日本ジュエリーアート展で作品が入賞。作品2点は5月上野の森美術館を始め伊丹 仙台 名古屋 福岡と9月まで巡回展示。
- 2009年 - 社団法人 日本ジュウリーデザイナー協会の創作保全委員長になる。
- 2009年 - 山梨県立美術館で「やまなしの美術館大全展」開催、作品展示。
- 2010年 - 山梨県立美術館で「田中治彦とファミリー、リンゴ1個分の愛を地球へ展」を開催。
- 2010年 - 「第1回日本ジュエリーデザインコンペティション」で作品が入賞。作品は5月上野の森美術館を始めとして伊丹 仙台 名古屋と7月まで巡回展示。
- 2010年 - 大英博物館発刊の本【Haiku Animals】(俳句と生きもの)『大英博物館書籍リスト2012年8月27日14時(最新版取得)』に作品掲載。
- 2010年 - 日本ー南アフリカ政府 交流100年記念行事参加デザイナーの内、日本側の一人に選ばれ総プラチナ作品をデザインと制作。11月シェラトン都ホテル東京にて展示、記念式典が行われた。
- 2010年 - 日本デザイン団体協議会D-8のデザイン保護研究会委員になる。（D-8は: 経済産業省所管の一般社団法人と公益社団法人の8つが集まった活動体）
- 2011年 - 公益社団法人 日本ジュエリーデザイナー協会の理事になる。
- 2012年 - 「日本ジュエリーアート展」で作品が入賞。作品は5月上野の森美術館を始め6月伊丹と巡回展示。
- 2012年 - 東京国立博物館に根付作品1点が収蔵された。高円宮コレクションの中に田中治彦作の根付が2点あり、東京国立博物館140周年・高円宮の十年式年祭を記念した国立博術館へ(江戸期から現代作品)寄贈にこの内1点が該当した為。東京国立博物館本館では、2012年10月～12月この作品を含めた特別展示を開催した。
- 2013年 - 公益社団法人 日本ジュエリーデザイナー協会の任期2年の理事が終了。再び理事就任が決まり、任期2年間の勤めを始めた。

## TV出演
1979年から「青春の日本列島」「モーニングジャンボ奥さま8時半です」「木曜スペシャル」「11PM」など、出演が急増した。その結果、制作の妨げになり1982年から辞退を開始1983年には出演を完全に止めた。
1986年に東京から山梨県に移動したのもこの件が大きく影響している。この後、本人がマスメディアに登場することはなくなった。

## 趣味
- スポーツ。小学生で柔道を、20歳代後半から合気道を始めた。テコンドーのジムに50歳迄通っていた。
- 自動車とオートバイ。4輪国際競技運転者許可証の（通称：国際Bライセンス）を取得したが20歳代後半に更新を放棄し現在は資格が無い。2輪は希にヤマハ・YZF-R1(6代目)に乗る。
- ヨット。30歳代からクルーザーに乗る様になり1982年に小型船舶操縦免許証（一級）を取得した。免許証の更新を続け60歳代後半も希に外洋クルーズに出かける。
- 縄文前期の考古学、近代ドイツ哲学と古代インド哲学、浄土思想の仏教学に興味を持っている。

- 趣味と人交流からの作品影響は強いようである。

3枚の写真は、ILBS(国際夫人福祉協会)主催 田中治彦作品展 会場内でのレセプション風景。

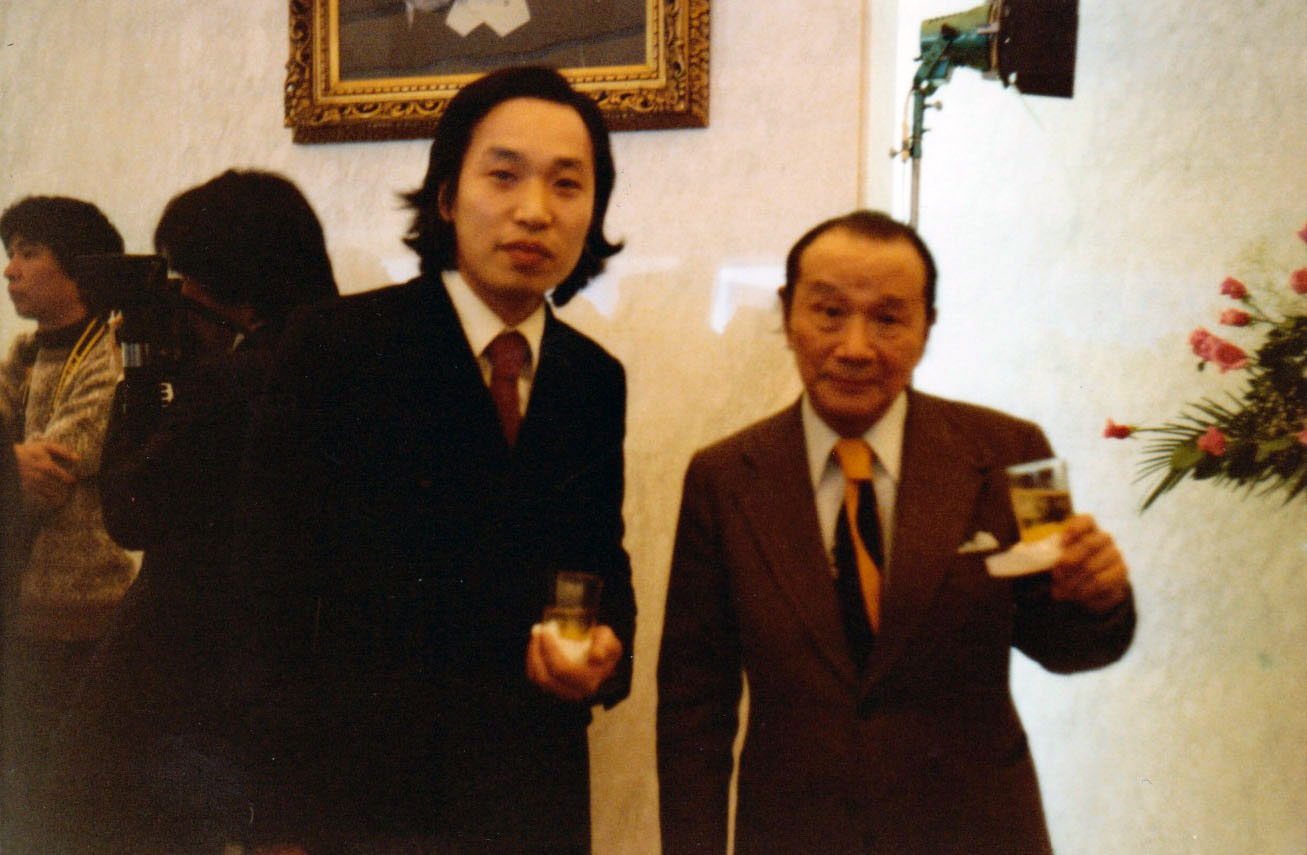
田中治彦と岡本太郎
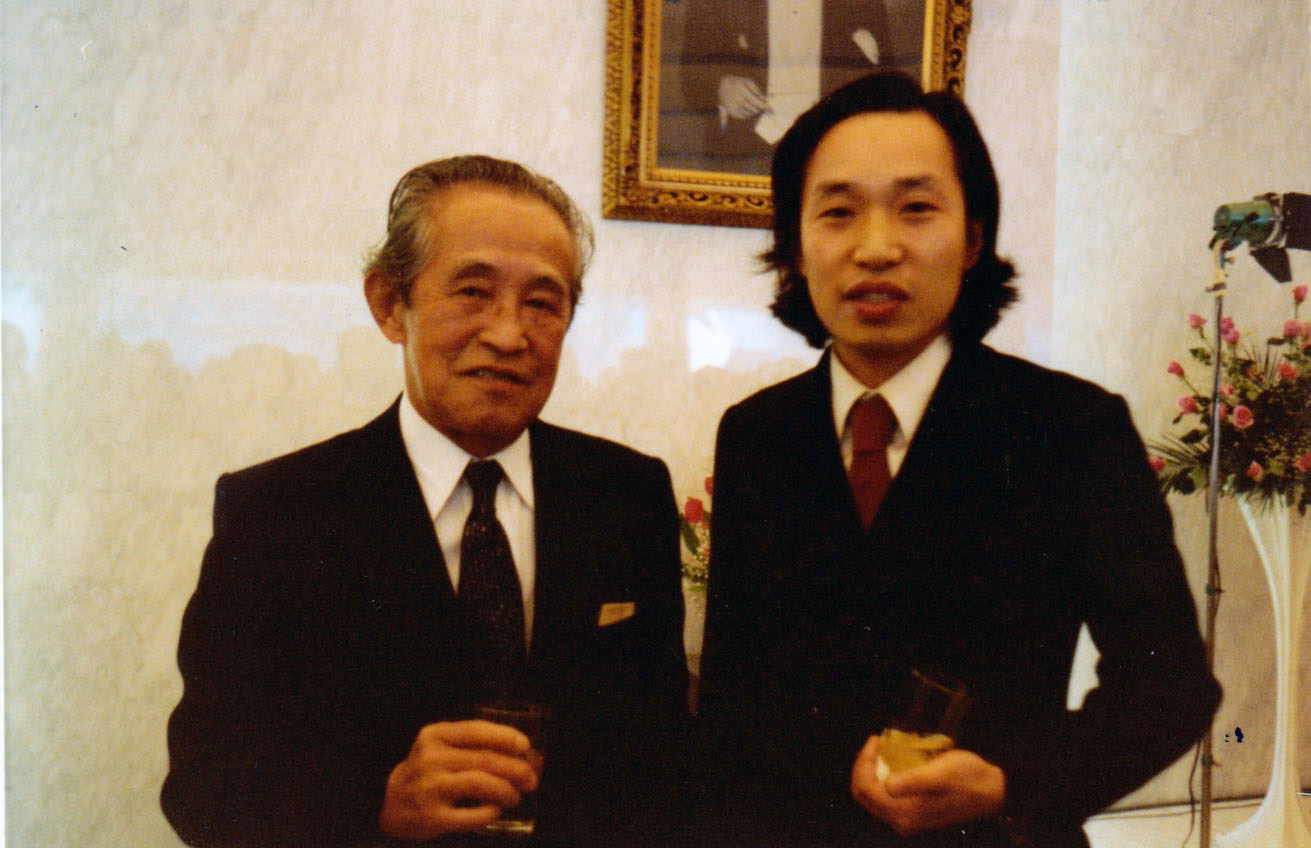
作家の井上靖
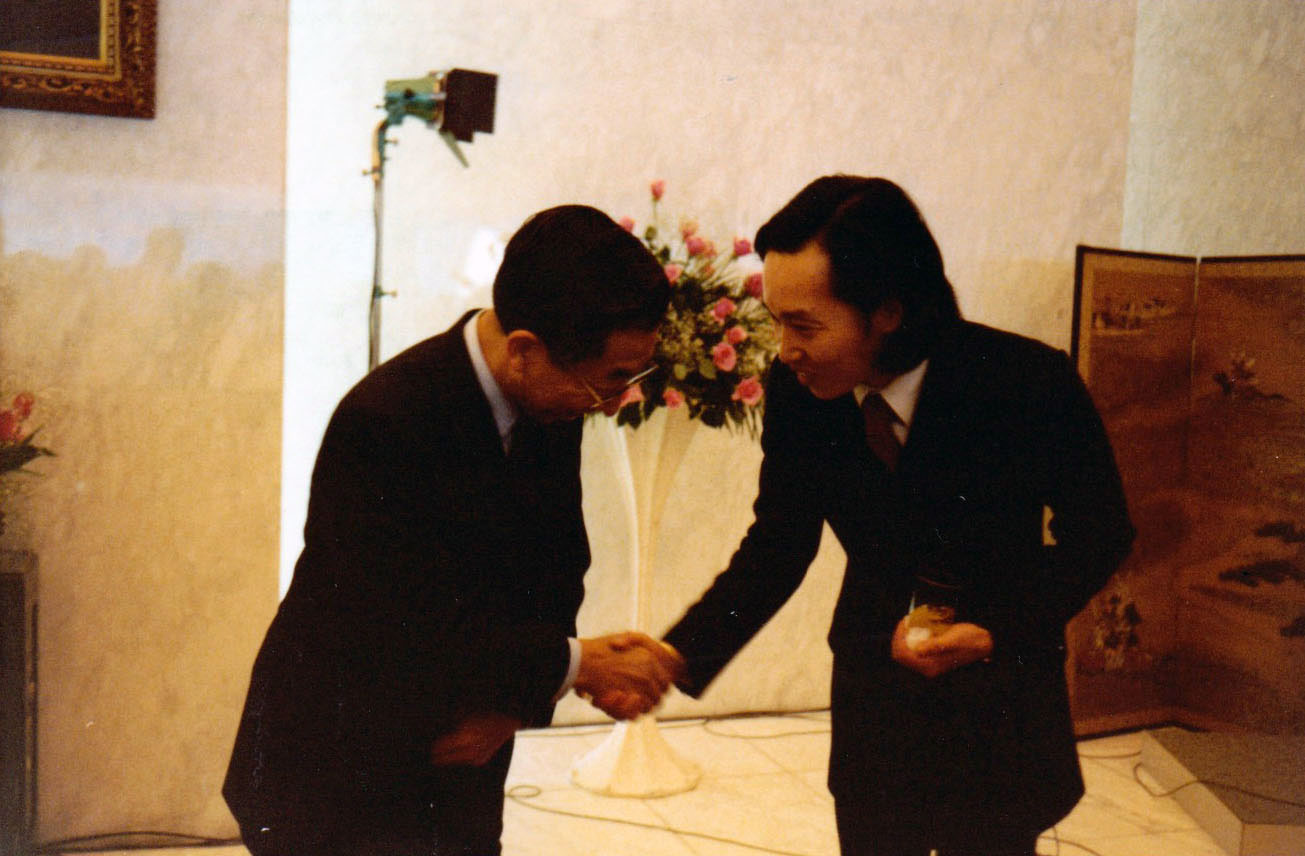
三笠宮崇仁親王